# Łopienie-Jeże
Łopienie-Jeże – wieś w Polsce położona w województwie podlaskim, w powiecie wysokomazowieckim, w gminie Nowe Piekuty.
Zaścianek szlachecki Jeże należący do okolicy zaściankowej Łopienie położony był w drugiej połowie XVII wieku w powiecie brańskim ziemi bielskiej województwa podlaskiego. W latach 1975–1998 miejscowość administracyjnie należała do województwa łomżyńskiego.
Wierni kościoła rzymskokatolickiego należą do parafii św. Kazimierza w Nowych Piekutach.

## Historia wsi
Łopienie założone około XV wieku. W spisie wojskowym z 1528 roku wymienieni rycerze: Petr Janowicz Zubkowicz, jego brat Ławrynec, Petr Soboczycz i Jan Zubek. Joannis Jeż de Łopienie wzmiankowany w 1556 r.
W następnych wiekach wieś zamieszkana głównie przez Łopieńskich herbu Lubicz.
Przed Heroldią Królestwa Polskiego wystąpili: Dionizy syn Pawła (1844), Bernard syn Antoniego (1848), Wawrzyniec syn Adama (1847).
W I Rzeczypospolitej wieś należała do ziemi bielskiej. Tworzyła okolicę szlachecką Łopienie:
- Łopienie-Jeże:
  - w roku 1827 wieś liczyła 26 domów i 136 mieszkańców
  - pod koniec XIX w. wieś liczyła 22 domy, grunty rolne o powierzchni 203 morgów, 116 katolików, 12 żydów. Najwięcej gruntów posiadał Franciszek Łopieński-Juchro. Właścicielami karczmy i wiatraka byli miejscowi Żydzi
- Łopienie-Pamięciaki:
  - w roku 1827 wieś liczyła 14 domów i 71 mieszkańców
  - pod koniec XIX w. wieś liczyła 8 domów, grunty rolne o powierzchni 107 morgów, 57 katolików i jeden prawosławny
- Łopienie-Ruś:
  - w roku 1827 wieś liczyła 5 domów i 28 mieszkańców
  - pod koniec XIX w. wieś liczyła 8 domów, grunty rolne o powierzchni 158 morgów, 50 katolików, 2 prawosławnych i 8 żydów. Najwięcej gruntów posiadał Julian Borowski
- Łopienie-Szelągi:
  - w roku 1827 wieś liczyła 28 domów i 159 mieszkańców
  - pod koniec XIX w. wieś liczyła 19 domów, grunty rolne o powierzchni 196 morgów, 121 katolików i 10 żydów. Najwięcej gruntów posiadał Mikołaj Łopieński-Pieróg. Właścicielami istniejącej tu karczmy byli miejscowi Żydzi
- Łopienie-Zyski, również: Zyszki lub Zyzki:
  - w roku 1827 wieś liczyła 15 domów i 99 mieszkańców
  - pod koniec XIX w. wieś liczyła 17 domów, grunty rolne o powierzchni 198 morgów i 102 katolików. Najwięcej gruntów posiadał Wiktor Dłuski[9].

Pod koniec XIX w. Łopienie należały do powiatu mazowieckiego, gmina i parafia Piekuty.
W czasie spisu powszechnego z 1921 zanotowano 28 domów i 133 mieszkańców, wśród nich 2 prawosławnych i 6 osób wyznania mojżeszowego.
Przed II wojną światową, na zachodnim krańcu wsi, działał wiatrak należący do A. Sapira.
W 1956 roku założono Ochotniczą Straż Pożarną, która obecnie liczy 35 członków, w tym 7 w Młodzieżowej Drużynie Pożarniczej.
W miejscowości funkcjonuje przychodnia zdrowia. Jej kadrę stanowią: lekarz, położna i pielęgniarka.
W 2006 roku w Łopieniach-Jeżach było 25 domów i 135 mieszkańców.